# Alberto Uria
Alberto Uria va ser un pilot de curses automobilístiques uruguaià que va arribar a disputar curses de Fórmula 1.
Alberto Uria va néixer l'11 de juliol del 1924 a Montevideo, Uruguai i va morir el 4 de desembre del 1988 també a Montevideo.

## A la F1
Va debutar a la primera cursa de la temporada 1955 (la sisena temporada de la història) del campionat del món de la Fórmula 1, disputant el 22 de febrer del 1922 el GP de l'Argentina al Circuit Oscar Alfredo Galvez.
Alberto Uria va participar en dues úniques curses puntuables pel campionat de la F1, disputades en dues temporades diferents, les corresponents als anys 1955 i 1956, assolí un sisè lloc com a millor classificació.

## Resultats a la Fórmula 1
| 1955 | Alberto Uria | Maserati | Maserati | ARG Ret | MON \| 500 | BEL \| HOL \| GBR \| ITA \|         | - | 0 |
| 1956 | Alberto Uria | Maserati | Maserati | ARG 6*  | MON \| 500 | BEL \| FRA \| GBR \| ALE \| ITA ! - | 0 |   |

(*) Cotxe compartit.

### Resum
| Curses: | Victòries: | Pòdiums: | Poles: | Voltes ràpides: | Punts: |
| ------- | ---------- | -------- | ------ | --------------- | ------ |
| 2       | 0          | 0        | 0      | 0               | 0      |